# 가나 대학교
가나 대학교(University of Ghana)는 가나 그레이터아크라주 아크라에 소재한 국립 대학이다. 
가나 대학교는 가나의 열세 곳의 공립 대학 가운데 제일 규모가 큰 대학교이다. 1948년에 개교되었으며, 당시 가나가 영국의 식민지인 영국령 골드코스트였을 당시에는 이름이 골드코스트 대학교였으며, 본래 런던 대학교와 긴밀하게 연계되어 있어 본국으로부터 학사 일정 및 학위 수여 등의 프로그램을 감독받았으나 가나 독립 이후 1961년 정식 대학교가 됐다. 현재 학생은 약 40,000 명이다.
본래는 예술·사회학·법학·자연과학·농경학·의학 등에서 명성을 쌓았지만 현재는 기술 및 공학 분야도 팽창 중이며, 대학원 시설도 갖추고 있다. 수도 아크라로부터 북동쪽으로 12km가량 떨어진 외곽 도시 중 하나인 레곤에 위치해 있어 지역 이름 그대로 레곤(Legon)이라는 별칭으로 일컬어지기도 한다.

## 교육편제

### 학부
가나대학교는 단과대학으로 보건과학대학(College of Health Sciences), 기초·응용과학대학(College of Basic and Applied Sciences), 인문대학(College of Humanities), 교육대학(College of Education) 등 4개의 단과대학을 설치하고 하위로 스쿨(school)을 편성하여 다양한 학문을 교수하고 학사 학위를 수여하고 있다.